# Hauffenia tellinii
Hauffenia tellinii is een slakkensoort uit de familie van de Hydrobiidae. De wetenschappelijke naam van de soort is voor het eerst geldig gepubliceerd in 1898 door Pollonera.